# Tizenkét Lépéses Szvit
A Tizenkét Lépéses Szvit (eredeti címe: Twelve-step Suite, más néven Anonim Alkoholista Szvit) egy több dalból álló sorozat az amerikai progresszív metal zenekartól, a Dream Theatertől. Minden egyes dalt Mike Portnoy a zenekar dobosa szerzett, témájuk pedig az alkoholizmus, az ezzel járó küzdelem és élményék, melyet nem csak a szövegek, hanem a hangzásvilág is tükröz.
A sorozaton belül a dalok is részekre vannak felosztva, így adják ki a tizenkét lépést, mely az Anonim Alkoholisták 12 lépéses programjára utal. A szerzemény egészében sok az ismétlődés, visszatérő elem mind zeneileg, mind a dalszöveg terén, és részei a Dream Theater legkeményebb számai közül valók, leszámítva a „Repentance” című részletet. Az összes dal összegyűjtve 57 perc és 16 másodperc. Minden lépés, azaz a dalokon belüli részlet a 'Re' szótaggal kezdődik, amely a rehabilitáció folyamatára utal.
A szvit részei
1. "The Glass Prison" (Six Degrees of Inner Turbulance)
I. "Reflection"
II. "Restoration"
III. "Revelation"
2. "This Dying Soul" (Train of Thought)
IV. "Reflections of Reality"
V. "Release"
3. "The Root of All Evil" (Octavarium)
VI. "Ready"
VII. "Remove"
4. "Repentance" (Systematic Chaos)
VIII. "Regret"
IX. "Restitution"
5. "The Shattered Fortress" (Black Clouds & Silver Linings)
X. "Restraint"
XI. "Receive"
XII. "Responsible"